# Callerinnys
Callerinnys is een geslacht van vlinders van de familie spanners (Geometridae), uit de onderfamilie Ennominae.

## Soorten
- C. clathraria Warren, 1895
- C. combusta Warren, 1893
- C. deminuta Warren, 1894
- C. fuscomarginata Warren, 1893
- C. obliquilinea Moore, 1888
- C. rubridisca Wileman, 1911
- C. statheuta Prout, 1932